# 于尔根·许策
于尔根·许策（德語：Jürgen Schütze，1951年3月3日—2000年9月6日），德国男子自行车运动员。他曾代表东德参加1972年夏季奥林匹克运动会自行车比赛，获得男子1公里计时赛铜牌。